# Heinrich Degenkolb
Carl Heinrich Degenkolb, född 25 oktober 1832 i Eilenburg, död 2 september 1909 i Thusis, var en tysk jurist.
Degenkolb blev 1861 privatdocent, 1869 extra ordinarie professor i Berlin, samma år ordinarie professor i Freiburg im Breisgau, 1872 i Tübingen samt 1893–1904 i Leipzig. Han var elev till Friedrich Ludwig Keller och debuterade som rättshistoriker med arbetena Die Lex Hieronica und das Pfändungsrecht der Steuerpächter (1861), Platzrecht und Miethe (1867), men inriktade senare sin forskning på civilprocessen.
Av hans hithörande i övrigt ganska sparsamma produktion kan nämnas Einlassungszwang und Urteilsnorm (1877), Das Anerkenntnisurteil (1902), Beiträge zum Zivilprozess (1905) och Die Lehre vom Prozessrechtsverhältnis (1908). Han författade även biografier över Karl Georg Bruns (1881), Johannes Emil Kuntze (1894) och Gustav Hartmann (1895). Åren 1879–93 var han medutgivare av "Archiv für die Civilistische Praxis".